# Герпегеж
Герпегеж (рос. Герпегеж) — село у Черецькому районі Кабардино-Балкарії Російської Федерації.
Орган місцевого самоврядування — сільське поселення Герпегеж. Населення становить 1198 осіб.

## Історія
Згідно із законом від 27 лютого 2005 року органом місцевого самоврядування є сільське поселення Герпегеж.

## Населення
| 2002  | 2010  | 2012  | 2013  | 2014  | 2015  | 2016  |
| ----- | ----- | ----- | ----- | ----- | ----- | ----- |
| 1153  | ↗1198 | ↗1215 | ↗1218 | ↗1245 | ↗1261 | ↗1269 |
| 2017  | 2018  | 2019  | 2020  |       |       |       |
| →1269 | ↗1291 | ↗1304 | ↘1301 |       |       |       |